# Thyria
Le Thyria est un ruisseau de Belgique coulant en province de Namur, affluent de l'Eau d'Heure en rive droite.

## Parcours
Prenant sa source au nord de Florennes et coulant d'Est en Ouest le Thyria traverse le hameau de Donveau (Morialmé), les villages de Thy-le-Bauduin, Laneffe et Thy-le-Château, avant d'atteindre Berzée où il se jette dans l'Eau d'Heure. Il a une longueur de quelque 16 kilomètres.